# 10991 Дулов
10991 Дулов  (10991 Dulov) — астероїд головного поясу, відкритий 14 вересня 1974 року.
Тіссеранів параметр щодо Юпітера — 3,519.